# Prix Juno de l'album de musique du monde de l'année
Le prix Juno de l'album de musique mondiale de l'année est décerné depuis 1992, reconnaissant chaque année le meilleur album de musique du monde au Canada. Il était auparavant connu sous d'autres noms, notamment «Meilleur meilleur enregistrement du monde» et «Meilleur album de musique du monde», le nom actuel étant établi en 2022,.

## Gagnants

### Meilleur enregistrement World Beat (1992-1993)
| Année | Gagnant                                     | Album                   | Nominations | Réf. |
| ----- | ------------------------------------------- | ----------------------- | --- | ---- |
| 1992  | Artistes variés ( Billy Bryans, producteur) | Le rassemblement        | - Haï Musik — Anoosh - Innus — Kashtin - The Flying Bulgar Klezmer Band — Flying Bulgar Klezmer Band - Jusqu'à ce que les bars se brisent — Jeannette Armstrong |      |
| 1993  | Jane Bunnett                                | Spiritueux de La Havane | - Partout dans le monde — Sattalites - Minorité invisible — Salvador Ferreras - Écoutez le monde — Kaleefah - Le fils prodigue — Show-Do-Man                    |      |

### Meilleur enregistrement mondial (1994-1995)
| Année | Gagnant            | Album          | Nominations | Réf. |
| ----- | ------------------ | -------------- | --- | ---- |
| 1994  | Cultures anciennes | Le Chemin Réel | - Agada : Contes de nos ancêtres — Flying Bulgar Klezmer Band - Condor rencontre l'aigle — Kanatan Aski avec Pura Fé - Traverser l’avenue Selkirk – Finjan - Enat — Langue maternelle |      |
| 1995  | Éval Manigat       | Afrique +      | - Danser sur la Lune Contigo — Oscar Lopez - Indiscrétion — Djole - Néné — Alpha Yaya Diallo - Cœur à neuf volets — Lee Pui Ming                                                      |      |

### Meilleur album mondial (1996-2002)
| Année | Gagnant                                  | Album                    | Nominations | Réf. |
| ----- | ---------------------------------------- | ------------------------ | --- | ---- |
| 1996  | Takadja                                  | Musique d'Afrique        | - Alegria — Cirque du Soleil - Jmpn for Joy — Punjabi par nature - Vamo a Pambicha — Papo Ross et Orquesta Pambiche - Quand Achab rencontre Moishe — Les Angstones |      |
| 1997  | Groupe Paulo Ramos                       | L'Afrique fait le Brésil | - Anhata — Randev Pandit - Asza — Asza - Futur — Alpha Yaya Diallo - Gravité — Jesse Cook                                                                          |      |
| 1998  | Lhassa                                   | La Llorona               | - Arc — Thomas Handy Trio - Chamalongo — Jane Bunnett - Diye — Takadja - Varal — Celso Machado                                                                     |      |
| 1999  | Alpha Yaya Diallo                        | Le message               | - Sans fin — Musique de la Route de la Soie - Karsilama — Karsilama - Por El Sol — Diego Marulanda & Pacande - Vertige — Jesse Cook                                |      |
| 2000  | Madagascar Mince                         | Omnisource               | - Bambatulu — Lilison Di Kinara - Entente Cordiale — Show-Do-Man - Firedance — Toronto Tabla Ensemble - Jongo Le — Celso Machado                                   |      |
| 2001  | Jane Bunnett et les esprits de La Havane | Rythme + âme             | - Danser sur l'eau — Finjan - Esprit — Quartango - Chute libre — Jesse Cook - Morumba Cubana — Frères Puentes                                                      |      |
| 2002  | Alpha Yaya Diallo                        | Le voyage                | - Alma De Santiago — Jane Bunnett - Vent lointain — Mei Han et Randy Raine-Reusch - Souvenirs de La Havane — Hilario Durán - Kashish Attraction — Kiran Ahluwalia  |      |

### Album de musique du monde de l'année (2003 - 2021)
| Année | Gagnant                                                                             | Album                      | Nominations | Ref.  |
| ----- | ----------------------------------------------------------------------------------- | -------------------------- | --- | ----- |
| 2003  | Jeszcze Raz                                                                         | Balagane                   | - la fiesta mondiale de percussion — The Beat - Cuban Odyssey — Jane Bunnett - Raphael Geronimo's Rumba Calzada Vol. 3 — Raphael Geronimo - Hypnotika — Maza Mezé                                              |       |
| 2004  | Kiran Ahluwalia                                                                     | Beyond Boundaries          | - Nomad — Jesse Cook - Sweet Return — Flying Bulgar Klezmer Band - Intakto — Intakto - The Living Road — Lhasa                                                                                                 |       |
| 2005  | Mighty Popo, Madagascar Slim, Donné Robert, Alpha Yaya Diallo, Adam Solomon, Pa Joe | African Guitar Summit      | - Dho-Mach (Sacred Gift) — Achilla Orru - En Voyage — Les Gitans de Sarajevo - Four Higher — Autorickshaw - Road to Kashgar — Orchid Ensemble                                                                  |       |
| 2006  | Alex Cuba                                                                           | Humo De Tabaco             | - Capivara — Celso Machado - Djama — Alpha Yaya Diallo - Fusion — Adham Shaikh - Gaïa — Gaïa |       |
| 2007  | Lubo Alexandrov                                                                     | Kaba Horo                  | - African Guitar Summit II — Alpha Yaya Diallo, Mighty Popo, Adam Solomon, Pa Joe, Madagascar Slim and Donné Robert - Bahiatronica — Monica Freire - Coeur vagabond — Bïa - The Edge — Mr. Something Something |       |
| 2008  | Alex Cuba                                                                           | Agua del Pozo              | - Frontiers — Jesse Cook - Jogo da Vida — Celso Machado - So the Journey Goes — Autorickshaw - Wanderlust — Kiran Ahluwalia                                                                                    |       |
| 2009  | Jayme Stone and Mansa Sissoko                                                       | Africa to Appalachia       | - The Art of the Early Egyptian Qanun — George Dimitri Sawa - Cairo to Toronto — Maryem &amp; Ernie Tollar - Contrabanda — Lubo and Kaba Horo - Shivaboom — Eccodek                                            |       |
| 2010  | Dominic Mancuso                                                                     | Comfortably Mine           | - Alex Cuba — Alex Cuba - La danse de l’exilé — Karim Saada - Slide to Freedom 2: Make a Better World — Doug Cox and Salil Bhatt - Sunplace — Jaffa Road                                                       |       |
| 2011  | Élage Diouf                                                                         | Aksil                      | - Gakondo — Mighty Popo - The Rumba Foundation — Jesse Cook - Soy Panamericano — Roberto López Project - Supermagique — Pacifika                                                                               |       |
| 2012  | Kiran Ahluwalia                                                                     | Aam Zameen: Common Ground  | - From Night to the Edge of Day — Azam Ali - Afo Gné — Aboulaye Kone and Bolo Kan - Flores, Tambores e Amores — Aline Morales - Sleepover — Socalled                                                           |       |
| 2013  | Lorraine Klaasen                                                                    | Tribute to Miriam Makeba   | - Ruido en el Sistema — Alex Cuba - Where the Light Gets In — Jaffa Road - Black Birds Are Dancing Over Me — Danny Michel - Solidarity — The Souljazz Orchestra                                                |       |
| 2014  | David Buchbinder & Odessa/Havana                                                    | Walk to the Sea            | - Sabor A Café — Adonis Puentes - Lamentation of Swans: A Journey Towards Silence — Azam Ali and Loga R. Torkian - Jumbie in the Jukebox — Kobo Town - Lume, Lume — The Lemon Bucket Orkestra                  |       |
| 2015  | Quique Escamilla                                                                    | 500 Years of Night         | - Ayrad — Ayrad - Singing in Tongues — Eccodek - The Key — Emmanuel Jal - Le dernier empereur bantou — Pierre Kwenders                                                                                         |       |
| 2016  | Boogat                                                                              | Neo-Reconquista            | - Healer — Alex Cuba - Revuelta Danza Party — Gypsy Kumbia Orchestra - Moorka — The Lemon Bucket Orkestra - Resistance — The Souljazz Orchestra                                                                |       |
| 2017  | Okavango African Orchestra                                                          | Okavango African Orchestra | - Nouvelle Journée — Lorraine Klaasen - Subcontinental Drift — Sultans of String - Nazar — Turkwaz - Dance of the Infidels — Nomadica                                                                          |       |
| 2018  | Kobo Town                                                                           | When the Galleon Sank      | - Meter — Autorickshaw - La Migra — The Battle of Santiago - A New Tradition Vol. 2: Return of the KUISi — Beny Esguerra and New Tradition - Femme — Briga                                                     |       |
| 2019  | Wesli                                                                               | Rapadou Kreyol             | - Zoubida — Ayrad - San Cristóbal Baile Inn — Boogat - Naath — Emmanuel Jal and Nyaruach - Fuerza Arara — Telmary y Habana Sana                                                                                | [ 3 ] |
| 2020  | Djely Tapa                                                                          | Barokan                    | - Risorgimento — Romina Di Gasbarro - Sombras — Okan - Africa Without Borders — Okavango African Orchestra - Galactic Gala — Silla + Rise                                                                      | [ 4 ] |
| 2021  | Okan                                                                                | Espiral                    | - VelkomBak — Gypsy Kumbia Orchestra - The Gold Diggers — Lengaïa Salsa Brava - Patria — Mazacote - Kora Flamenca — Zal Sissokho                                                                               | [ 5 ] |

### Album musical mondial de l'année (2022-présent)
| Année | Gagnant            | Album            | Nominations | Réf.  |
| ----- | ------------------ | ---------------- | --- | ----- |
| 2022  | Afrikana âme soeur | Kalasö           | - Mendó — Alex Cuba - Northside Kuisi : Une nouvelle tradition, Vol. 3 — Beny Esguerra et la musique nouvelle tradition - OYA — Donné Roberts - SMS de localisation, Vol. 4 — Clair de lune | [ 1 ] |
| 2023  | Lenka Lichtenberg  | Voleurs de rêves | - Sur les traces de Rumi — Ghalia Benali, Constantinople et Kiya Tabassian - José Louis et le paradoxe de l'amour — Pierre Kwenders - Tradisyon — Wesli - Vox. Inplié -Ruby Singh           | [ 6 ] |